# Osiemdziesięciu pięciu męczenników Anglii i Walii
Osiemdziesięciu pięciu błogosławionych męczenników – grupa katolików straconych w Królestwie Anglii w latach 1535–1679 i uznawanych przez Kościół katolicki za męczenników wiary oraz błogosławionych.

## Geneza męczeństwa
Podłożem prześladowań katolików w okresie reformacji były uregulowania prawne wynikające z Aktu Supremacji, które czyniły monarchę angielskiego głową Kościoła Anglii. Pierwsi katoliccy męczennicy ponieśli śmierć za panowania Henryka VIII, jednak później doszło do rekatolicyzacji kraju za panowania jego córki Marii Tudor (1553–1558) i w tym okresie skazano blisko 300 męczenników protestanckich. Z kolei Elżbieta I była wychowywana w wierze protestanckiej i po jej wstąpieniu na tron Parlament angielski uchwalił w 1559 roku drugi Akt Supremacji, a także dalsze reformy religijne zmierzające do zachowania w Królestwie Anglii jednej religii – anglikanizmu. Katolickie praktyki religijne zostały formalnie zakazane, jednak w praktyce początkowo tolerowano je, jeśli odbywały się one w prywatnych domach. Nieprzestrzeganie prawa w tym zakresie było wtedy zagrożone jedynie grzywną.
Zmiana stanowiska rządu angielskiego nastąpiła po promulgacji w kwietniu 1570 bulli papieża Piusa V Regnans in Excelsis ekskomunikującej zarówno Elżbietę jak i każdego jej poddanego, który ośmieliłby się wykonywać jej rozkazy, a także serii buntów i spisków wynikłych w rezultacie tej bulli (m.in. spisek Ridolfiego w 1570/71). Rząd angielski zaczął podejmować surowe środki przeciwko jezuitom, i wkrótce po wykryciu kolejnych spisków (m.in. spisku Babingtona w 1586), a następnie wybuchu wojny hiszpańsko-angielskiej (1585-1604) parlament angielski uchwalił ustawę „przeciwko jezuitom, kapłanom seminaryjnym i innym podobnym nieposłusznym ludziom” („against Jesuits, seminary priests and other such like disobedient persons”). Odtąd odbywanie katolickich praktyk religijnych groziło surowymi represjami, polegającymi m.in. na konfiskacie majątków i więzieniu. Część spośród represjonowanych katolików faktycznie była uwikłana w antykrólewską działalność polityczną (np. przygotowania do Wielkiej Armady, spisek prochowy w 1605), jednak część z nich stracono jedynie za takie czyny jak np. starania o papieską dyspensę na zawarcie małżeństwa. Na religijny charakter prześladowań wskazuje zdaniem części autorów fakt, że wielu katolikom formalnie oskarżonym o zdradę oferowano łaskę w zamian za przejście na anglikanizm.
Kościół katolicki uważa za męczenników około połowę spośród blisko 600 katolików straconych w XVI i XVII-wiecznej Anglii pod zarzutem zdrady, w tym czterdziestu za panowania Henryka VIII w latach 1535–1547, stu osiemdziesięciu dziewięciu straconych za Elżbiety I między rokiem 1570 a 1603, dwudziestu siedmiu za rządów Jakuba I w latach 1603–1618, a także dwadzieścia cztery ofiary z lat 1628–1649, tj. z okresu panowania Karola I, dwie z okresu rządów Cromwella i dwudziestu pięciu straconych w latach 1678–1681 za Karola II.
Przywrócenie pamięci o męczennikach zapoczątkowane zostało w XIX wieku dzięki powrotowi do zasad tolerancji religijnej. Część katolików straconych w tym okresie zostało beatyfikowanych przez papieża Leona XIII w 1886 (pięćdziesiąt cztery osoby), 1895 roku ten sam papież aprobował kult dziewięciu kolejnych męczenników, następną grupę trzydziestu sześciu ofiar prześladowań beatyfikował Pius XI w 1929 roku, a w 1935 roku dokonał kanonizacji Jana Fishera i Tomasza More, indywidualnie też beatyfikowani byli Oliver Plunkett w 1920 r. i Jan Ogilvie w 1929 r. kanonizowani przez Pawła VI w 1975 i 1976 roku.

## Lista
Alfabetyczne zestawienie osiemdziesięciu pięciu błogosławionych męczenników:

- Alexander Blake
- Alexander Crowe
- Anthony Page
- Artur Bell (Arthur)
- Charles Mahoney
- Christopher Robinson
- Christopher Wharton
- Edmund Duke
- Edmund Sykes
- Edward Bamber
- Edward Burden
- Edward Osbaldeston
- Edward Thwing
- Francis Ingleby
- George Beesley
- George Douglas
- George Errington
- George Haydock
- George Nichols
- Henry Heath
- Henry Webley
- Hugh Taylor

- Humphrey Pritchard
- John Adams
- John Bretton
- John Fingley
- John Hambley
- John Hogg
- John Lowe
- John Norton
- John Sandys
- John Sugar
- John Talbot
- John Thules
- John Woodcock
- Joseph Lambton
- Marmaduke Bowes
- Matthew Flathers
- Montford Scott
- Nicholas Garlick
- Nicholas Horner
- Nicholas Postgate
- Nicholas Woodfen

- Peter Snow
- Ralph Grimston
- Richard Flower
- Richard Hill
- Richard Holiday
- Richard Sergeant
- Richard Simpson
- Richard Yaxley
- Robert Bickerdike
- Robert Dibdale
- Robert Drury
- Robert Grissold
- Robert Hardesty
- Robert Ludlam
- Robert Middleton
- Robert Nutter
- Robert Sutton
- Robert Thorpe
- Roger Cadwallador
- Roger Filcock
- Roger Wrenno

- Stephen Rowsham
- Thomas Atkinson
- Thomas Belson
- Thomas Bullaker
- Thomas Hunt
- Thomas Palasor
- Thomas Pilcher
- Thomas Pormort
- Thomas Sprott
- Thomas Watkinson
- Thomas Whittaker
- Thurstan Hunt
- William Carter
- William Davies
- William Gibson
- William Knight
- William Lampley
- William Pike
- William Southerne
- William Spenser
- William Thomson

## Beatyfikacja
Grupa osiemdziesięciu pięciu męczenników Anglii i Walii została beatyfikowana 22 listopada 1987 roku przez Jana Pawła II.